# Sumo (konstbok)
Sumo är en konstbok av Helmut Newton utgiven 1999. Med boken, som väger 35 kg, och med måtten 50 x 70 cm, och med ett stativ designat av Philippe Starck, skapade Helmut Newton – enligt bedömarna – en milstolpe i genren fotoböcker, dels för att den var större än allt tidigare som getts ut, dels för konceptuell extravagans och de specifika specifikationerna.
Versionen från 1999, som såldes i en upplaga av 10 000 signerade och numrerade exemplar, såldes slut kort efter publiceringen. Den finns nu i många samlingar runt om i världen, inklusive Museum of Modern Art. Det första exemplaret, signerat av mer än 100 av bokens porträtterade, är boken den dyraste bok som publicerats på 1900-talet. Det första exemplaret såldes på en auktion i Berlin den 6 april 2000 för 620 000 tyska mark, cirka 3,4 milj kronor. 
Helmut Newtons Sumo var den första i en serie från förlaget Taschen. En efterföljande upplaga, redigerad av Newtons änka June Newton, släpptes 2009, då med de beskedligare måtten 30 x 44 cm, inklusive ett stativ i plexiglas, till priset av 1500 kronor.
| ”                | That book was an outrageous idea, totally crazy! | „ |
| – Helmut Newton. |                                                  |   |

Idén till boken var Benedikt Taschens, och under en period av två år, i en dialog via brev, fax och telefonsamtal med Helmut Newton, utarbetades alla steg i produktionen av Sumo. Newton var inte road av att behöva signera 10 000 tryckark, och tyckte att några dussin kunde vara nog. Benedikt Taschen stod dock på sig, och menade att det var viktigt för alla köpare världen över att boken var signerad. Taschen hävdade att Newton under 9 månader skulle signera knappt 40 om dagen – och så blev det.